# Большой Тап (деревня)
Большой Тап — упразднённая деревня в России, на территории Кондинского района Ханты-Мансийского автономного округа — Югры. 

## География
Располагалась между устьями реки Большой Тап (левого притока Конды) и протоки Тапинский Урей (вытекающей и впадающей в Конду), что на современной межселенной территории, в прямом подчинении Кондинского района.

## История
К 1930-м годам в деревне Большой Тап проживали 59 человек (1926 год), было 16 хозяйств, рыбартель имени «Карла Маркса», а также примыкали пахотные земли, сажали картофель, зерновые, коров держали, занимались рыболовством, охотой. Решением райисполкома за № 192 от 18.05.1978 года деревня была упразднена и исключена из Половинкинского сельского Совета.